# Les 100 Grammes de têtes
Les 100 Grammes de têtes est un groupe de musique ska-reggae, mêlée de jazz, chanson et musiques du monde de la région de Perpignan. Le groupe partage l'affiche avec de grands noms du ska et reggae comme Toots and the Maytals, The Selecter, Israel Vibration, Monty Alexander, Ernest Ranglin, The Wailers, Alpha Blondy et Laurel Aitken.
En 2003, le groupe se hisse dans les 10 meilleures ventes de disques indépendants.
En 2011, ils participent à la bande originale du documentaire Le Premier Rasta.

## Style musical
Les 100 Grammes de tête s'inscrit dans un style mélangeant le ska et reggae, influencé par le jazz, le blues et les musiques du monde.

## Membres
- Alex "Tell Dem" Conventi — Piano, claviers (depuis 1995)
- Bob — Basse (depuis 1996)
- Nico — Guitare (depuis 1995)
- Jean-Co  — Batterie (depuis 1995)
- Christian "Big Daddy" — Saxophone, clarinette (1995 - 2008)
- Mathieu Garrouste — Saxophone (depuis 2008)
- Alex Augé — Saxophone (depuis 2019)
- José Magador — Trompette (depuis 1998)
- Sebah  —  Chant et guitare (depuis 2009)
- Leuleu — Percussions (depuis 1998)
- Rasta jojo — Trombone (depuis 1998)
- Inaki — Batterie
- Jordi — Trompette

## Discographie
- Qui Ska ? (1999)
- Tit' Jamaïque (2002)
- Trafic d'influences (2003)
- Reload (2006)
- En català (2008)
- Good Stuff (2012)